# Панько, Марк Андреевич
Марк Андреевич Панько (род. 21 мая 1931 года) — учёный, кандидат технических наук, профессор кафедры АСУ ТП Московского энергетического института. В 1950-х годах год был секретарем Первомайского районного комитета комсомола Москвы. Руководить кафедры автоматизированных систем управления тепловыми процессами Московского энергетического института в период 1988—1993 год.

## Биография
Марк Андреевич Панько поступил в Московский энергетический институт и начал учебу в группе промтеплотехников с автоматическим уклоном. Одним из его преподавателей был доцент Серафим Дмитриевич Смирягин, который читал лекции по теории автоматического регулирования. Осенью 1952 года во время обучения на четвертом курсе теплоэнергетического факультета, он познакомился с профессором Сергеем Герасимовым.
В период обучения Марка Панько в МЭИ, стали проводиться студенческие учебные исследовательские работы, которые сокращенно назывались УИР. Начиная с 1953 года выполнение этих работ стало обязательным. Марк Панько вместе с однокурсником Севой Ашкенази выбрали темой «Разработку электронного регулятора температуры для процесса прессования пластмассовых наконечников для клемм». Научным руководителем этой работы стал Сергей Григорьевич. Наставник регулярно виделся со студентами и консультировал их. Итогом работы стало создание действующего образца регулятора. Это общение оказало большое влияние на выбор дальнейшего профессионального пути учёного. В это же время у Марка Панько установились хорошие отношения с Виктором Павловичем Преображенским.
Марк Андреевич Панько называет профессора, доктора технических наук Сергея Григорьевича Герасимова своим настоящим наставником, который оказал на него сильное влияние во время учёбы и в период начала трудовой деятельности.
В 1953 году студенческая группа, в составе которой учился Парк Панько, была переведена на факультет промышленной теплоэнергетики (ПТЭФ) с теплоэнергетического факультета, а сам он в сентябре 1953 года стал секретарем комсомольского бюро нового факультета. В этот период Марк Панько посещал лекции по операционному исчислению, которые проводил Сергей Григорьевич для аспирантов и студентов-старшекурсников.
Темой его дипломного проекта была «Автоматизация отражательной печи для плавки медного концентрата». Руководителем дипломного проекта был Сергей Григорьевич Герасимов.
Марк Панько окончил институт с отличием. Сергей Герасимов предложил ему поступить в аспирантуру и выпускник ответил согласием. Вначале, до начала учебного года, он работал старшим лаборатном, а затем должен был стать полноправным членом кафедры. Но в сентябре его избрали секретарем Первомайского районного комитета комсомола Москвы, отказаться от этой работы по распределению и продолжить работу на кафедре было невозможно. Хотя Марк Панько все равно продолжил посещать лекции для аспирантов в институте и прослушал курс теории автоматического регулирования, который читал Евгений Георгиевич Дудников.
Через год он вернулся работать на кафедру при помощи своего наставника Сергея Григорьевича Герасимова. Кафедра получила задание на выполнение работы под названием «Стабилизация температурного режима больших прямоугольных камер Вильсона» для ФИАН, и Сергей Герасимов решил привлечь к этой работе Марка Панько. Наставник способствовал возвращению выпускника в МЭИ. Результаты этой первой серьезной работы стали основой для первой научной статьи Марка Панько.
С 1988 по 1993 год Марк Панько был руководителем кафедры автоматизированных систем управления тепловыми процессами Московского энергетического института. Профессором Панько М. А. было подготовлено 8 кандидатов технических наук.
В 2001 году было опубликовано его учебное пособие «Расчет и моделирование автоматических систем регулирования в среде MATHCAD».